# Андон Николов
Андон Николов е български състезател по вдигане на тежести.

## Биография
Роден е на 15 юни 1951 г. в София. Състезава се за СК „ЦСКА“ в категория до 90 кг. Спортна му кариера започва ударно през 1972 г., когато е олимпийски и световен шампион. Наричат го „неочаквания шампион“.
Сред спортните му постижения са:
- Бронзов медал от Европейско първенство (1978, 1972)
- Сребърен медал от Европейско първенство (1974, 1973)
- Златен медал	от летните олимпийски игри в Мюнхен 1972 г.
- Златен медал	от Световна първенство (1972)
- Поставя шест световни и девет олимпийски рекорда.

След прекратяване на спортната кариера завършва висше образование във ВИФ „Георги Димитров“. Дълги години е помощник-треньор на националния отбор, воден от легендарния Иван Абаджиев.
Пенсионер от 1991 г. Президент на Българската федерация по вдигане на тежести (2004 – 2007).